# اوتینووس
اوتینووس (به چکی: Otinoves) یک منطقهٔ مسکونی در جمهوری چک است که در ناحیه پروستییوو واقع شده‌است.
 اوتینووس ۹٫۵۲ کیلومتر مربع مساحت و ۲۹۷ نفر جمعیت دارد و ۵۷۶ متر بالاتر از سطح دریا واقع شده‌است.